# Côn nhị khúc

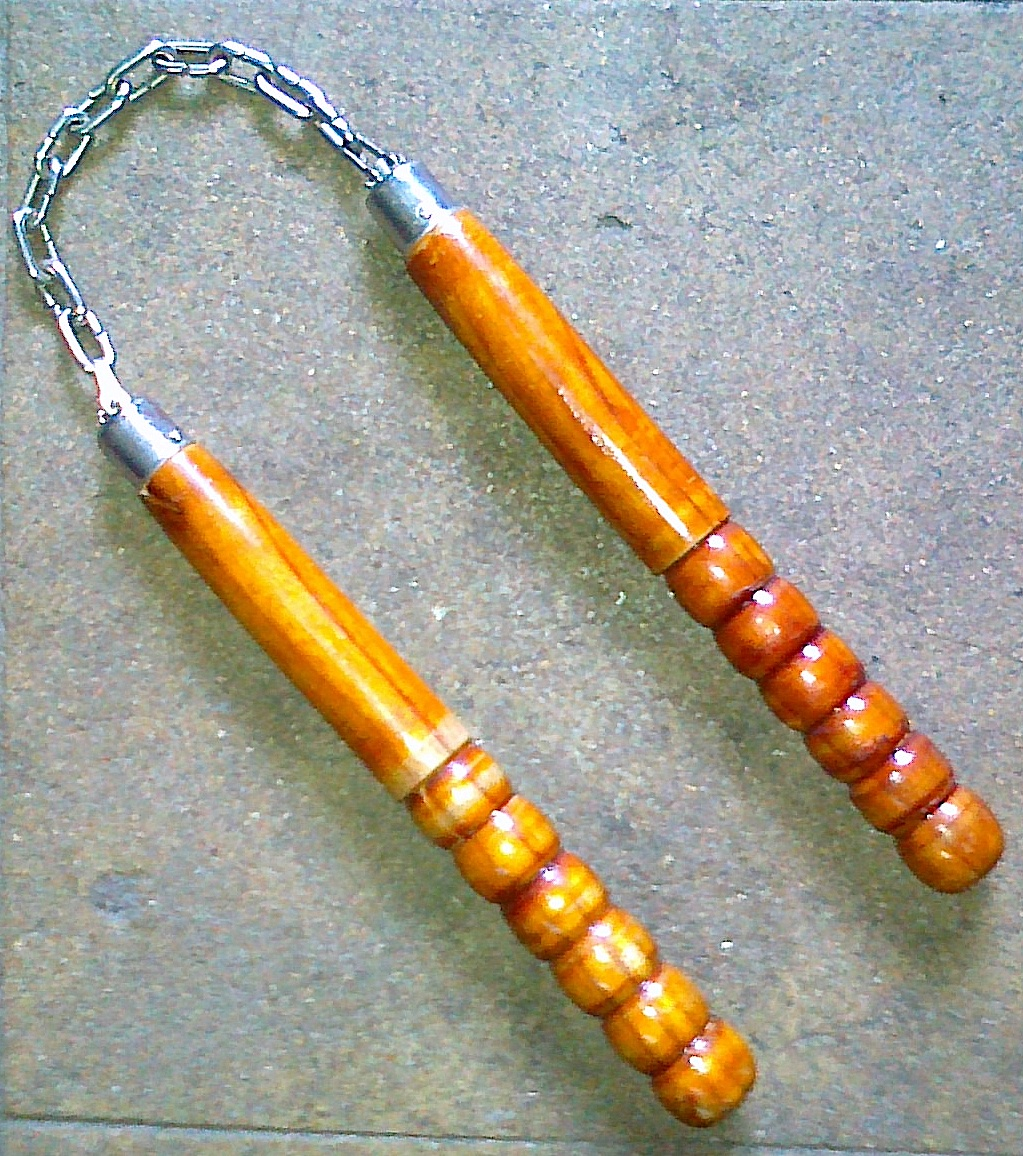
Côn nhị khúc

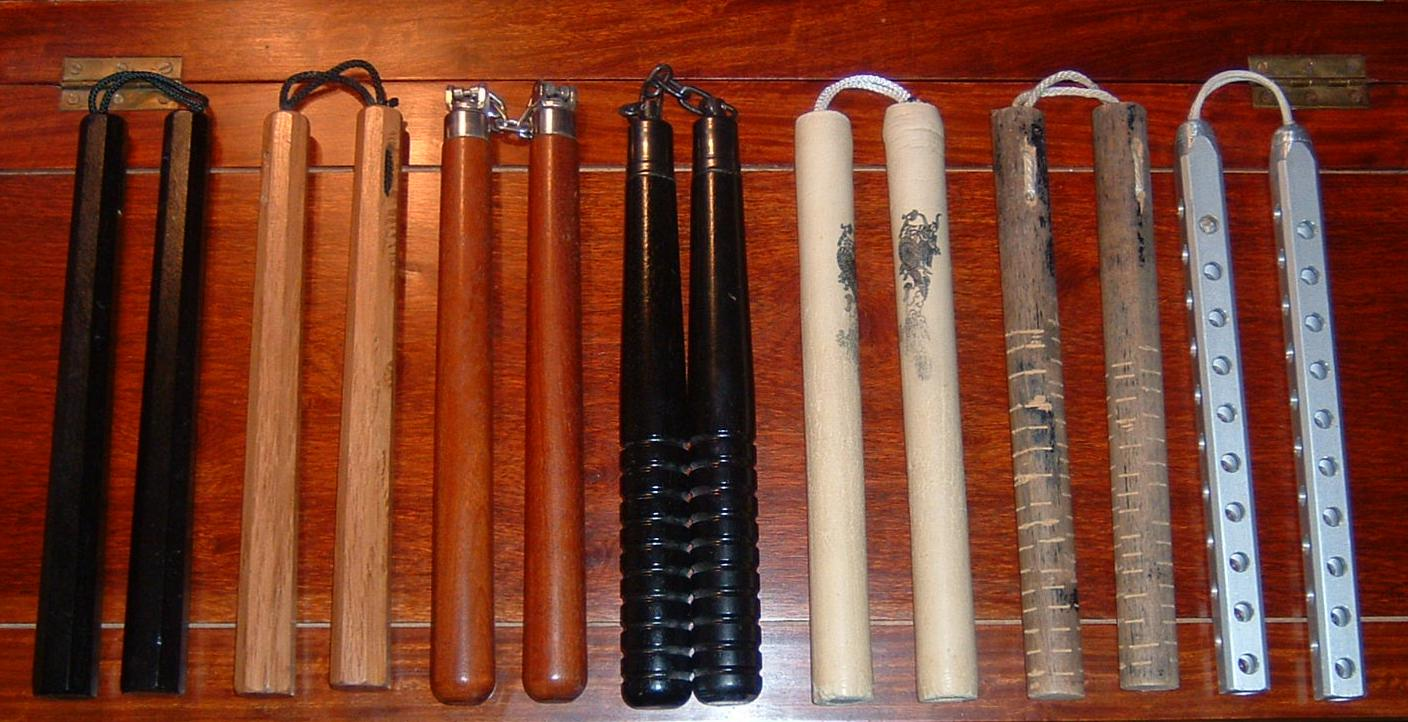
Côn nhị khúc

Côn nhị khúc hay côn hai đoạn hay là lưỡng tiết côn hoặc song tiết côn hay nhị đoản côn (âm romaji tiếng Nhật là nunchaku) là một dạng đoản côn có hai khúc được nối với nhau bởi một đoạn dây mềm. Sử dụng thịnh hành trong võ phái Karate Nhật Bản và hiện nay, do tính chất tiện lợi của nó, côn nhị khúc đã được nhiều môn sinh của các võ phái khác nhau ưa chuộng trong luyện tập và chiến đấu....

## Tập luyện

Biểu diễn côn nhị khúc